# Osvaldo Brandão
Osvaldo Brandão (né le 18 septembre 1916 à Taquara dans le Rio Grande do Sul et décédé le 29 juillet 1989 à São Paulo) était un entraîneur de football brésilien.